# Girolamo Lucenti

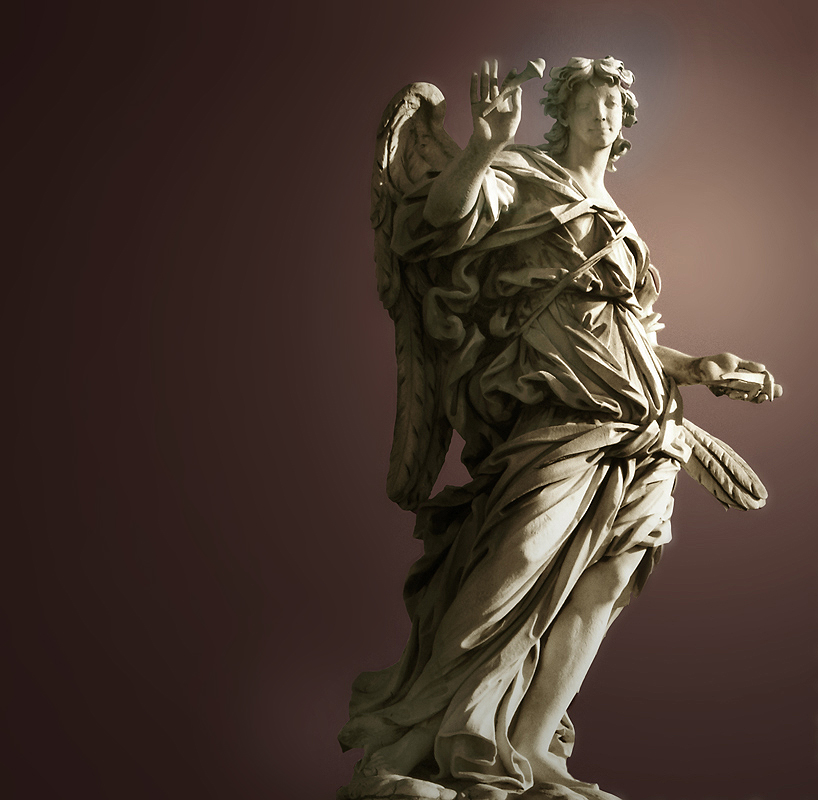
Anděl s hřebíky, Ponte Sant'Angelo, Řím

Girolamo Lucenti (1627 – 1692) byl italský barokní sochař, aktivní v Římě.
Původně byl učedníkem Alessandra Algardiho, ale později pracoval pro jeho rivala Berniniho. Jeho anděl na Ponte Sant'Angelo je reflexí Algardiho umírněného pojetí proti bujnému pojetí Berniniho. Také dokončil náhrobek pro kardinála Girolama Gastaldiho (1685-1686) v chóru Santa Maria dei Miracoli a čtyři bronzové busty papežů v Santa Maria di Montesanto. Podle Berniniho návrhu Lucenti vytvořil bronzovou sochu Filipa IV. (1692) pod portikem baziliky Panny Marie Sněžné.